# Rio Sambito
Rio Sambito är ett periodiskt vattendrag i Brasilien.   Det ligger i delstaten Piauí, i den östra delen av landet, 1 300 km nordost om huvudstaden Brasília.
Omgivningarna runt Rio Sambito är huvudsakligen savann. Runt Rio Sambito är det mycket glesbefolkat, med 3 invånare per kvadratkilometer.